# Joseph Edward Mayer
Joseph E. Mayer (ur. 5 lutego 1904 r. w Nowym Jorku, zm. 25 października 1983 r. w San Diego) - profesor chemii fizycznej na uniwersytecie w Chicago, prezes Amerykańskiego Towarzystwa Fizycznego, mąż słynnej amerykańskiej fizyk śląskiego pochodzenia Marii Goeppert-Mayer.
Urodził się w Nowym Jorku, później wraz z rodziną przeniósł się najpierw do Kanady, a później do Kalifornii. Po ukończeniu Hollywood High School zaczął studiować chemię na California Institute of Technology; studia ukończył w 1924 roku. Doktorat uzyskał w 1927 roku na University of California w Berkeley.